# Jacksonville, Florida
Jacksonville är en stad i den amerikanska delstaten Florida med en yta på 2 264,5 km² och en befolkning (i stadskommunen) på cirka 900 000 invånare (2018). Den är Floridas största stad sett till yta och är även det sammanhängande USA:s största stad till ytan. Staden är döpt efter presidenten och generalen Andrew Jackson. Ungefär 29 procent av befolkningen i staden är afroamerikaner. 
Staden är belägen i den nordöstra delen av Florida, cirka 50 km söder om gränsen till Georgia, mycket nära Atlanten och omkring 280 km öster om huvudstaden Tallahassee.

## Sport

### Professionellt lag i de stora lagsporterna
- NFL – amerikansk fotboll
  - Jacksonville Jaguars

## Kända personer från Jacksonville
- Preston Haskell,

amerikansk företagsledare.